# Atopomyrmex
Atopomyrmex – rodzaj mrówek należący do podrodziny Myrmicinae.

## Gatunki
Rodzaj obejmuje trzy gatunki:
- Atopomyrmex calpocalycola (Snelling, 1992)
- Atopomyrmex cryptoceroides (Emery, 1892)
- Atopomyrmex mocquerysi (André, 1889)